# Fridrich Hinrich Wiggers
Pour les articles homonymes, voir Wiggers.
Fridrich Hinrich (ou Friedrich Heinrich) Wiggers est un médecin et un botaniste allemand, né en 1746 et mort en 1811.
Il étudie la médecine à Kiel en 1774. Après l’obtention de son diplôme, il enseigne à Apenrade. Avec Georg Heinrich Weber (1752-1828), il fait paraître Primitiae florae holsaticae en 1780.